# Паоло Венеціано

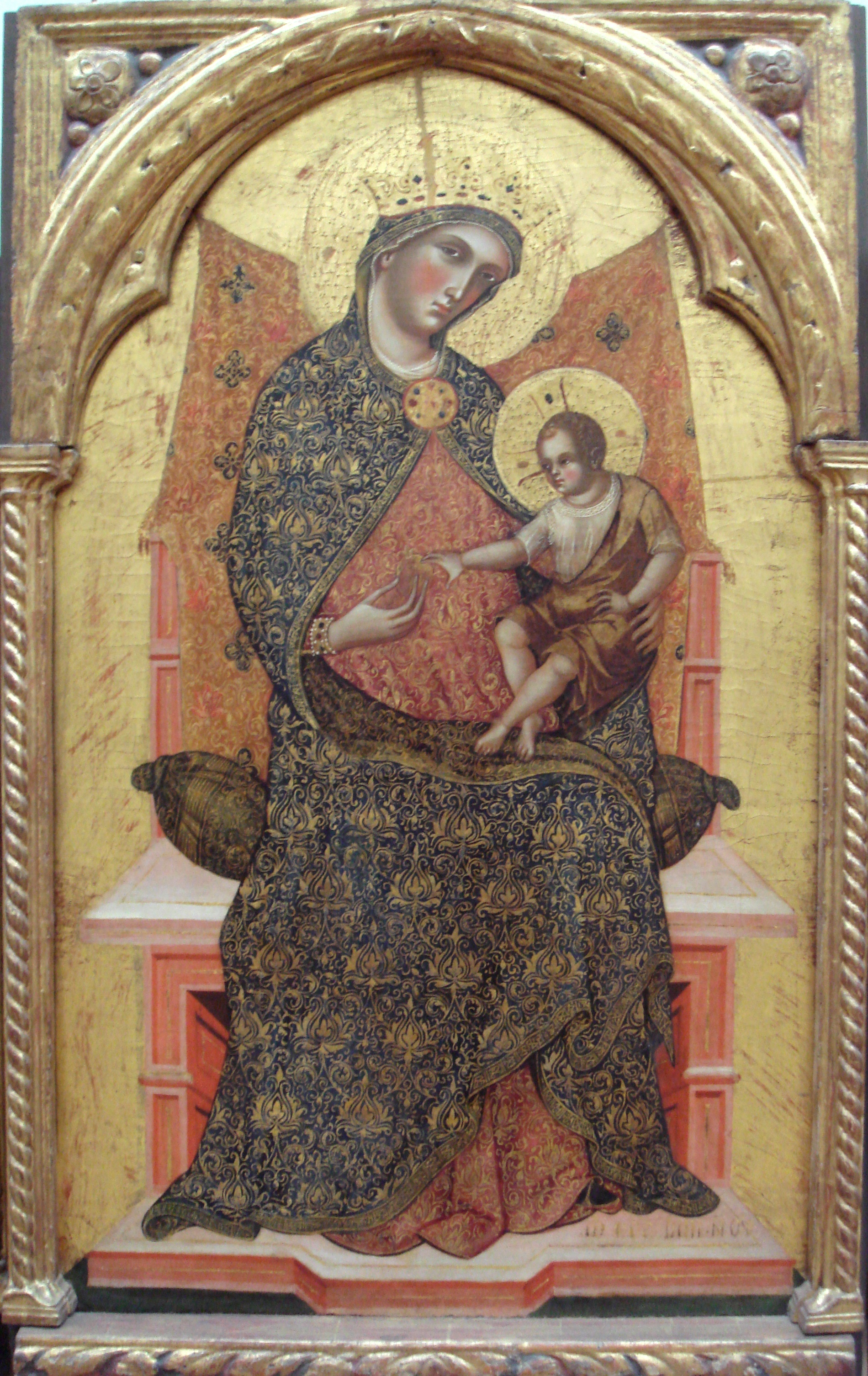
«Діва Марія з немовлям на троні», Лувр, 1354.

Паоло Венеціано (італ. Paolo Veneziano) — середньовічний венеційський живописець, вважається одним із засновників самостійної венеційської школи живопису.
Перша відома робота художника «Dormitio Virginis» датується 1333 роком, остання — «Коронація Діви» — була написана спільно з сином близько 1358 року. Паоло Венеціано був офіційним живописцем дожа Андреа Дандоло.

## Життя і творчість
Народився в родині художників і працював зі своїми синами Марком, Лукою і Джованні.
Перший твір, що достовірно належить художнику — «Успіння Богородиці» (1333, музей Віченци), виконаний у стилі, дуже схожим на візантійський.
Твори художника після 1340 року свідчать про появу основних тенденцій готики. Саме в цей час він разом із синами Лукою і Джованні взяв участь в створенні за замовленням дожа Андреа Дандоло «Буденного вівтаря» (1345), яким закривали дорогоційний Пала д'Оро в Соборі Святого Марка, що відкривався тільки в дні церковних свят.
Починаючи з 1347 року Паоло відкриває власну художню майстерню. Головними витворами художника у цей період є мозаїки (у тому числі в баптистерии собору святого Марка), вівтарі і поліптихи.
Остання підписана робота художника — вівтар «Коронація» (1358, Колекція Фріка, Нью-Йорк).

## Роботи

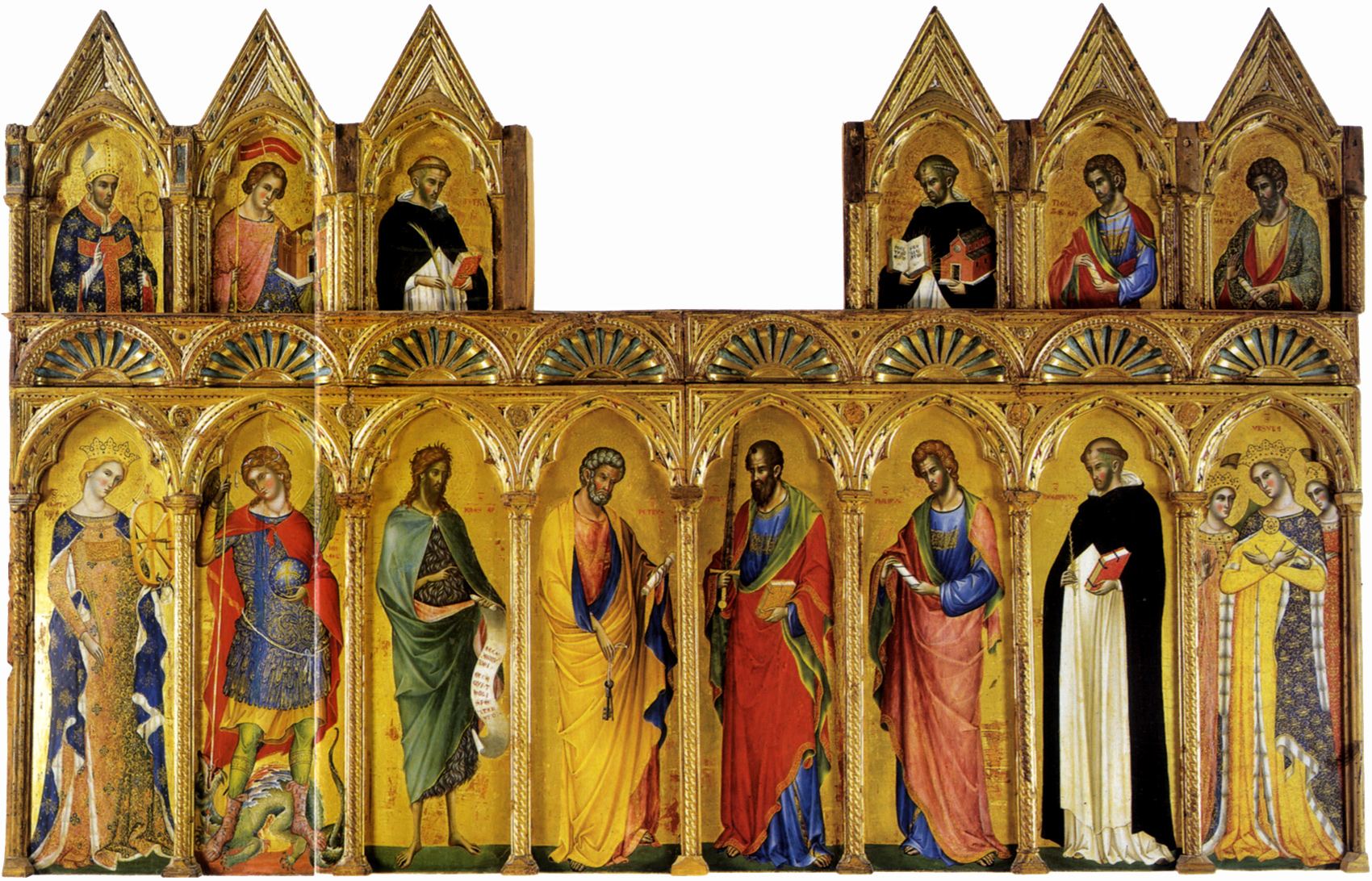
«Коронація Діви Марії». Паоло Венеціано і Джованні Венеціано. Церква святого Домініка, Сан-Северино-Марке

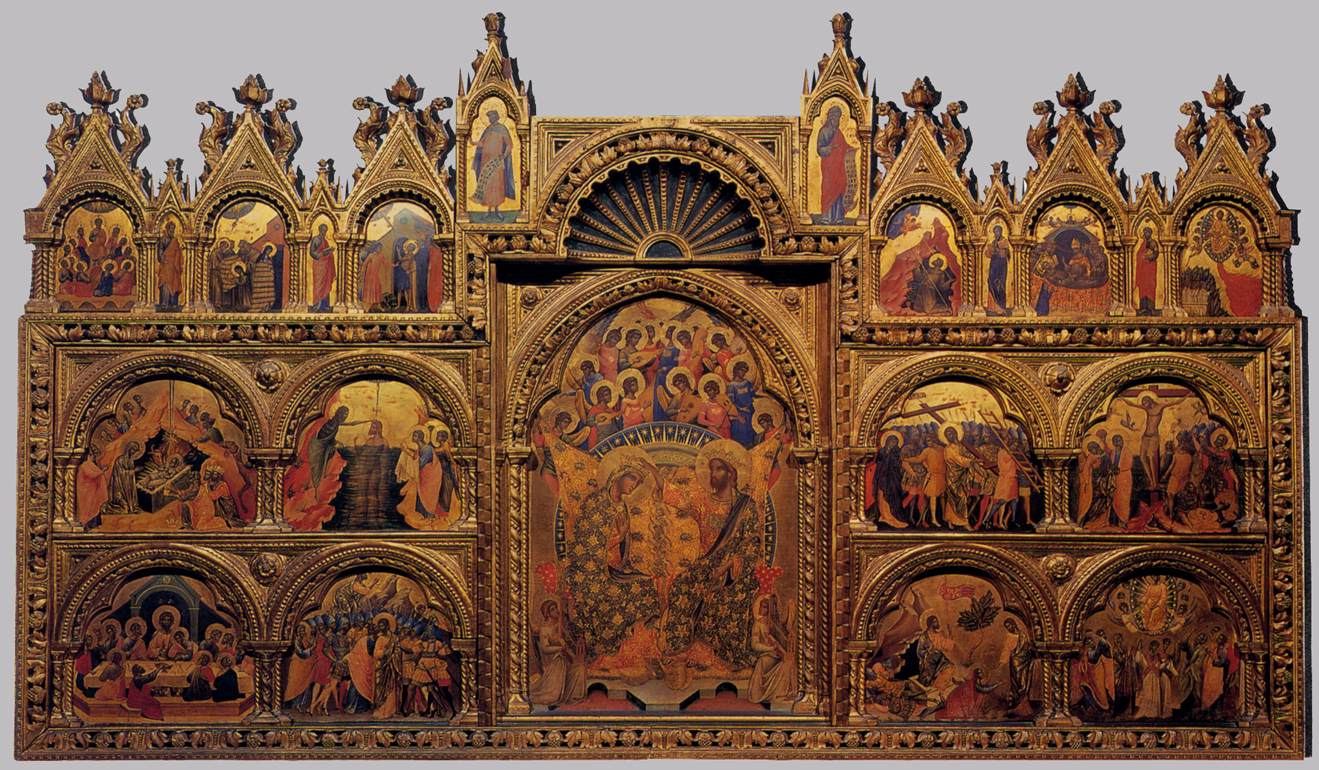
«Поліптих Санта-К'яра», бл. 1350, Галерея Академії, Венеція

### Підписані роботи
- «Успіння Богородиці» (1333, Віченца, Міський музей);
- «Мадонна на троні з немовлям з ангелами» (1340);
- «Мадонна з немовлям на троні» (1347, Єпархіальний музей і собор, Чезена);

### Роботи, що відносять Паоло Венеціано
- «Мадонна з немовлям на троні» (Музей мистецтва Метрополітен, Нью-Йорк);
- «Коронація Діви Марії» (1324, Національна галерея мистецтва, Вашингтон);
- «Мадонна з немовлям на троні» (Белград, Національний музей);
- «Мадонна з немовлям» (Колекція Сітвелл, Лондон);
- «Мадонна з немовлям на троні» (Кройцлінген)
- «Мадонна з немовлям на троні» (Музей Нортона Саймона, Пасадена);
- «Мадонна з немовлям на троні» (Галерея Академії, Венеція);
- «Мадонна з немовлям на троні» (Єпархіальний музей Падуя, Падуя);
- «Поліптих Санта-К'яра» (1350, Галерея Академії, Венеція);
- «Мадонна з немовлям на троні» (1354, Лувр);
- «Поліптих Хреста» (церква Сан-Джакомо Маджоре, Болонья);
- «Мадонна з немовлям і святими, епізоди з життя святого Мартіна» (1349, церква Сан-Мартіно, Кіоджа);
- «Мадонна з немовлям на троні, Розп'яття, Святі» (Національний музей Палаццо Венеція, Рим);
- «Поліптих Св. Лучії і розповіді її життя, Благовіщення, Святі» (Крк, Хорватія);
- «Дві історії Святого Миколая в Барі» (1346, Галерея Уффіці, Флоренція);
- панелі з вівтаря з Святих Августина, Петра, Іоанна Хрестителя, Іоанна Богослова, Павла, Георгія (Музей Коррер, Венеція);
- «Розп'яття» (Монастир бенедиктинців, Трогір);
- «Розп'яття» (Церква Сан-Семуеле, Венеція);
- «Мадонна з немовлям на троні, дож Дандоло, Франциск Ассізький і Свята Єлисавета» (Собор Санта-Марія Глоріоза деї Фрарі, Венеція);
- «Святі Іоанн Хреститель, Августин, Амвросій і Павло» (Картинна галерея Тосіо Мартіненго, Брешія);

## Галерея

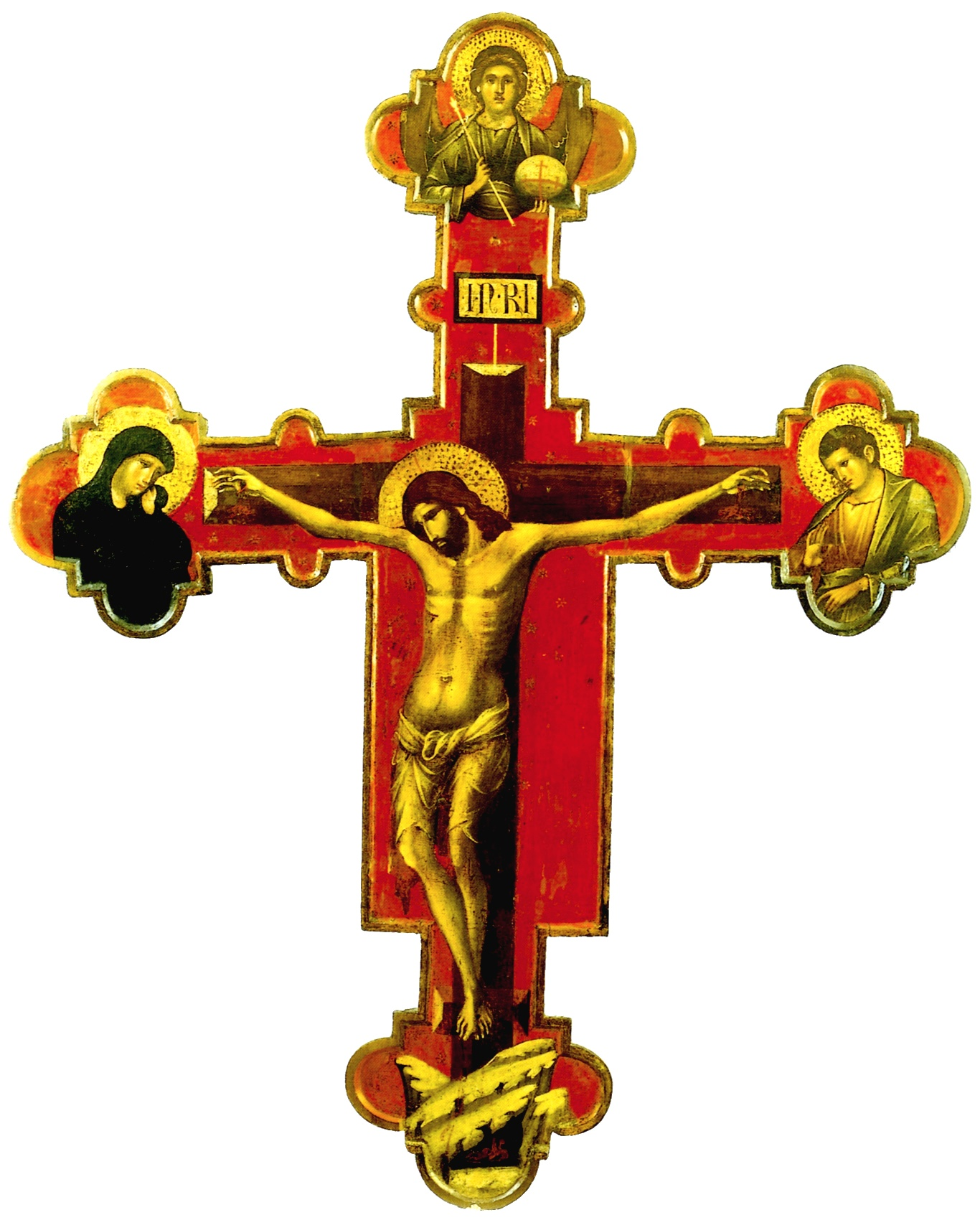
«Розп'яття». Монастир бенедиктинців, Трогір
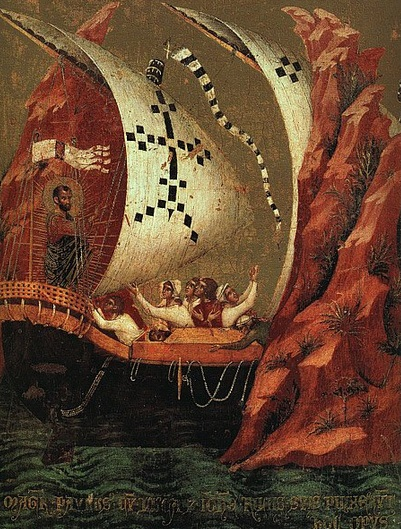
« Вивіз морем мощей святого Марка у Венецію ». Сцена з житія святого Марка, (1345), Собор Святого Марка
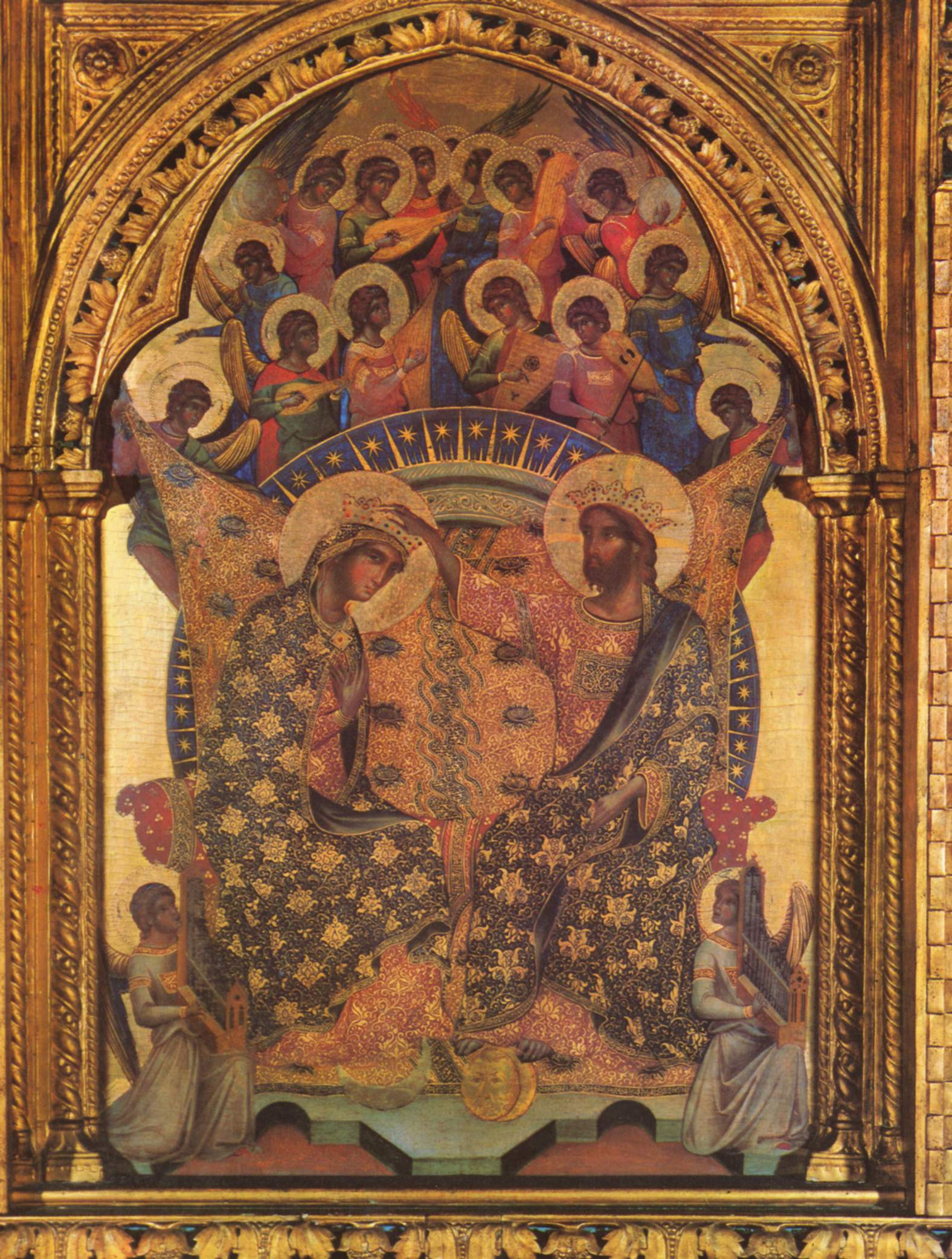
«Коронація Діви Марії» (1350), центральна частина поліптиху Санта-К'яра. Галерея Академії, Венеція
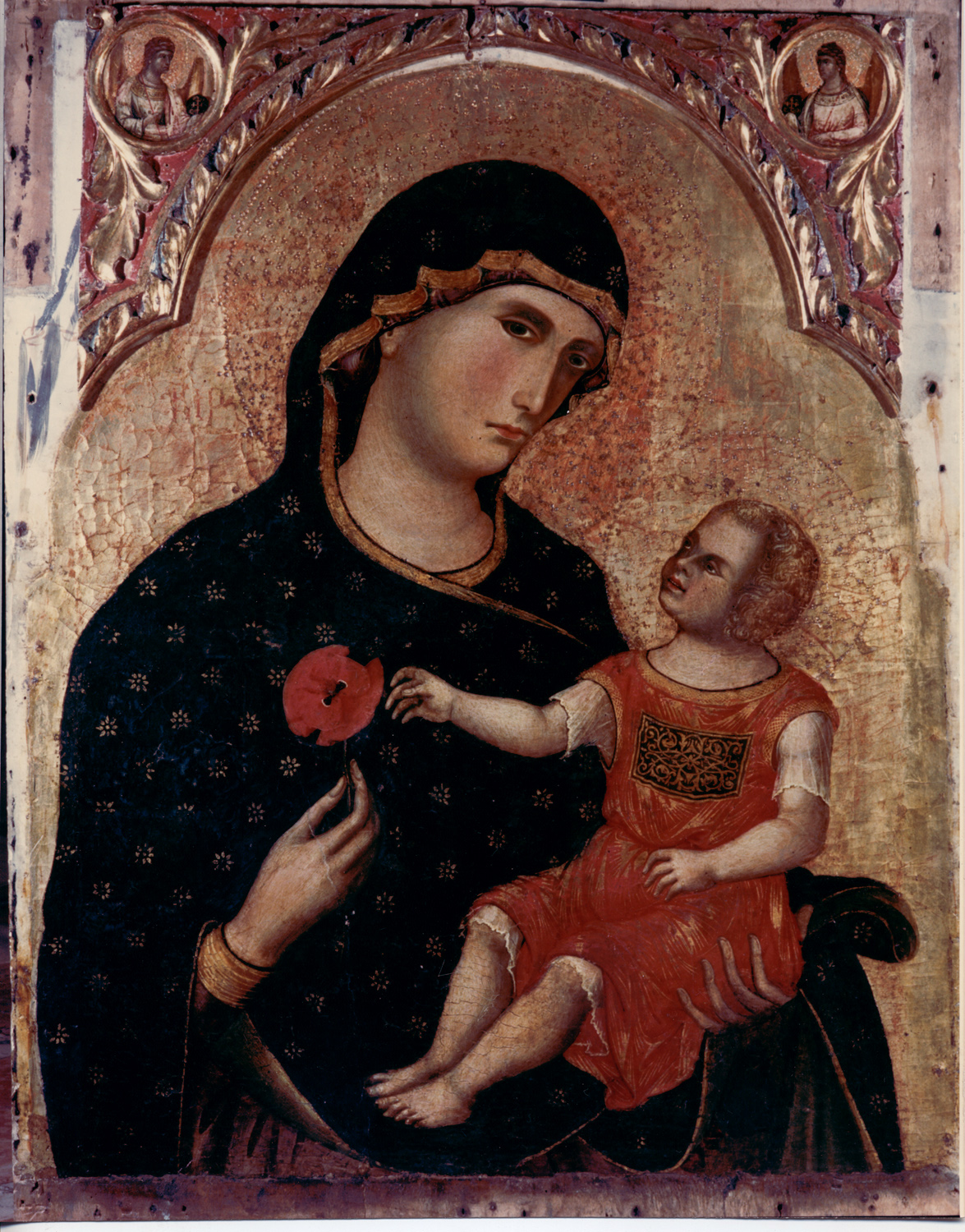
«Мадонна з немовлям», Церква Сан-Панталон, Венеція
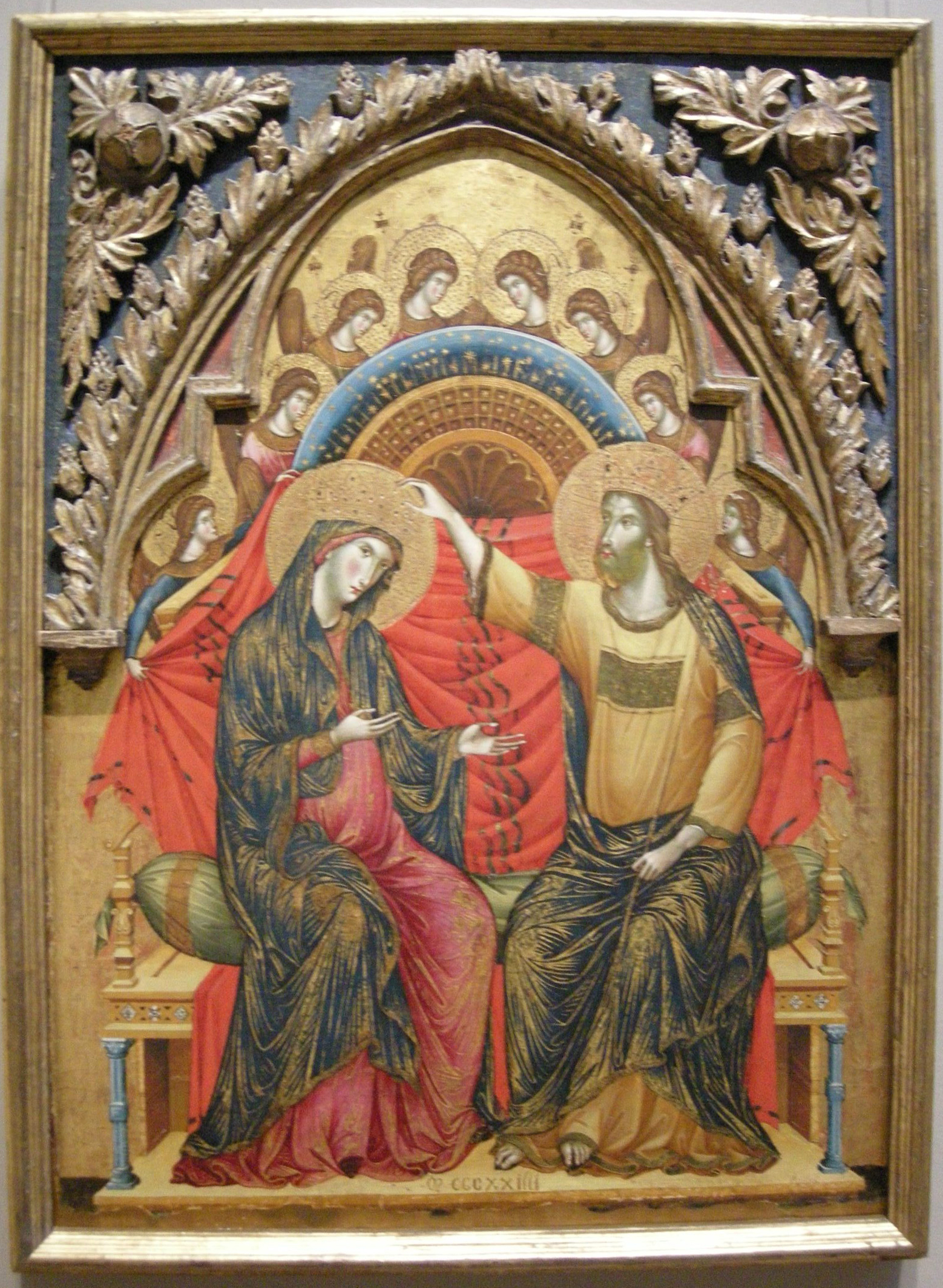
«Коронація Діви Марії»
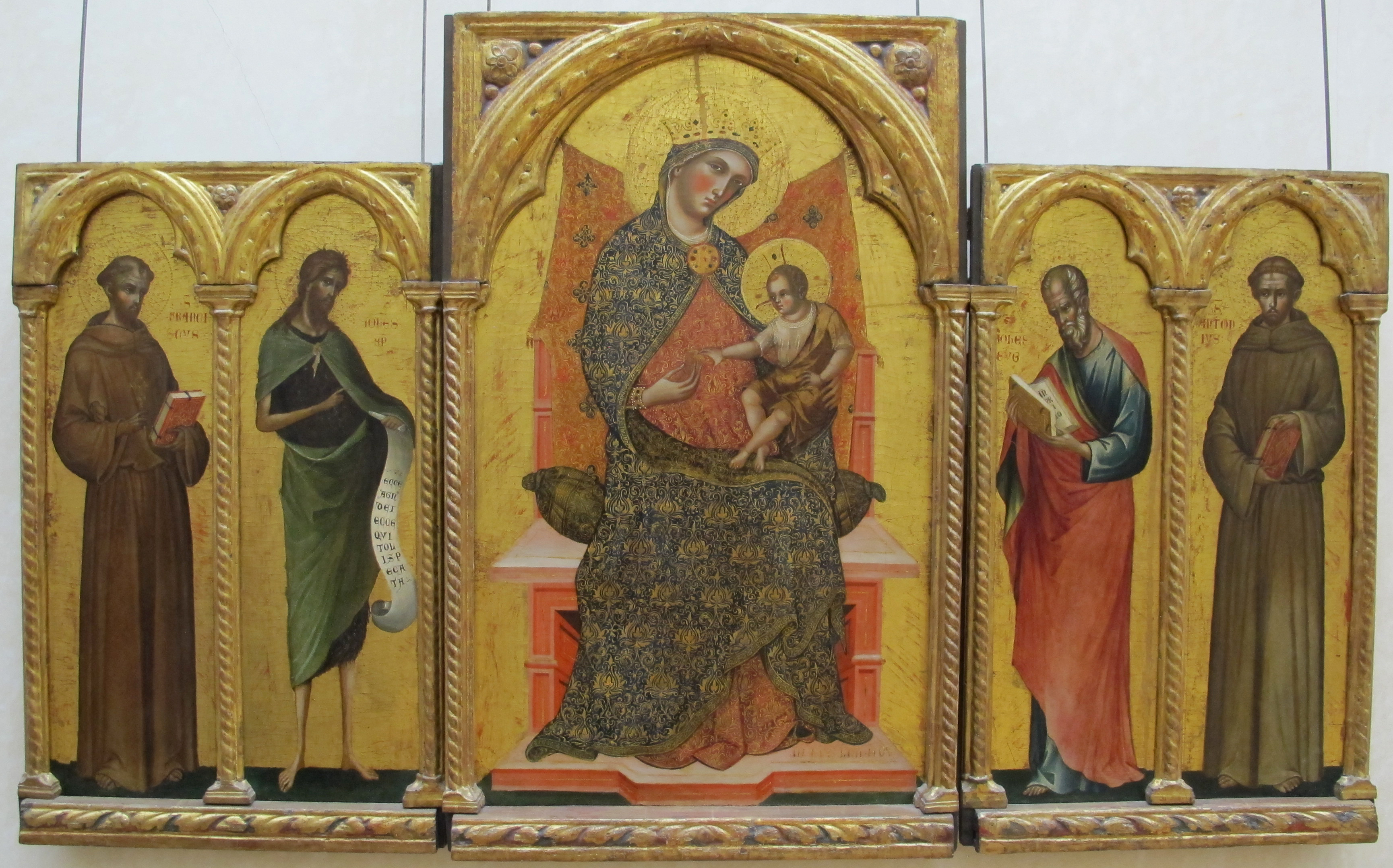
«Мадонна з немовлям і святими» (1354)
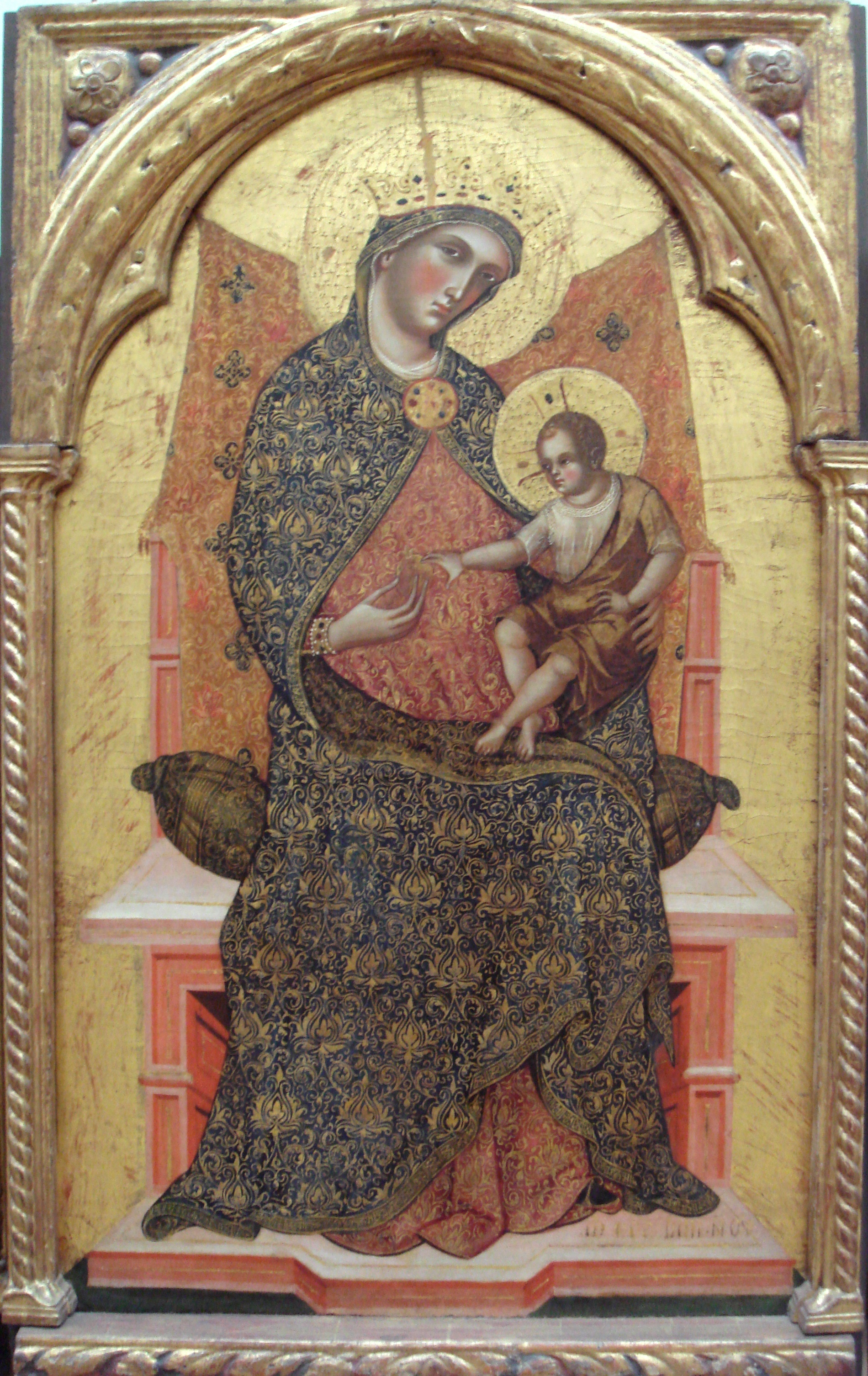
«Діва Марія з немовлям на троні», Лувр, (1354)
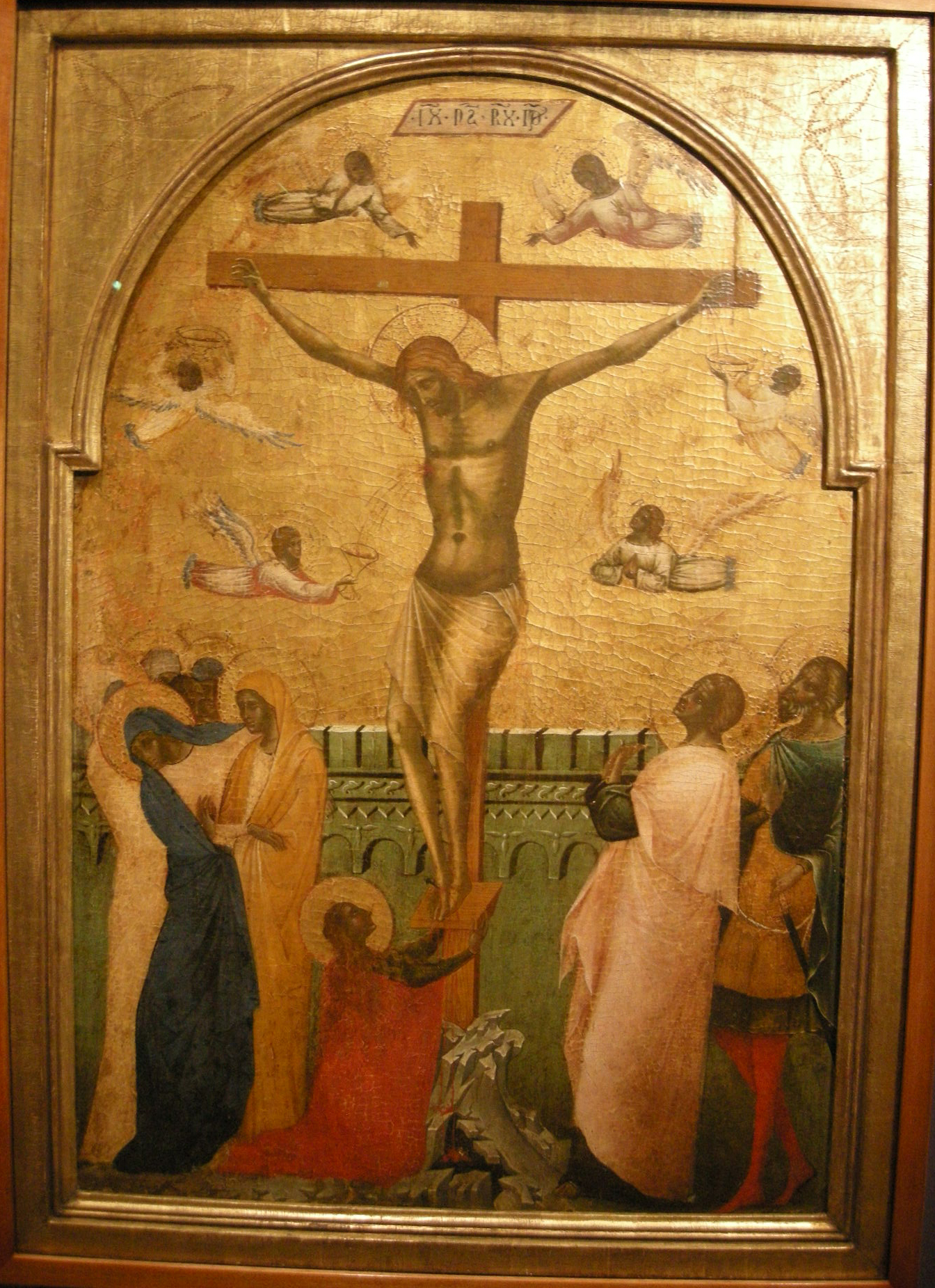
«Розп'яття» (1349)